# Névelők és névszók a román nyelvben
Ez a szócikk a román nyelv alaktanának azzal a részével foglalkozik részletesen, amelyben a névelőkről és a névszókról van szó.
Morfológiai típusát tekintve a román flektáló nyelv, mint a többi újlatin nyelv, azaz toldalékokkal (külső flexió) és tőhangváltásokkal (belső flexió) fejezi ki az alaktani kategóriákat úgy, hogy gyakran egyazon toldalék több kategóriát kifejező morféma.
Akárcsak a többi újlatin nyelvben, a román névszókra is jellemzők olyan kategóriák, mint a szám (egyes szám és többes szám) és a nem. Az utóbbi kategóriát illetően, sajátossága a román grammatikáknak az, hogy a hím- és a nőnem mellett megkülönböztetnek egy harmadik, „semlegesnem”-et (gen neutru) is. Ez úgy értendő, hogy jelentős azon életteleneket megnevező főnevek száma, amelyek egyes számban hím-, többes számban nőneműek, például un cort, două corturi ’egy sátor, két sátor’, de a románban nincs külön semlegesnemű alak, mint például a szláv nyelvekben.
Megkülönbözteti még a román nyelvet a nyugati újlatin nyelvektől az is, hogy nagyobb mértékben flektáló, mint azok, azaz több elem maradt meg benne a névmások ragozásából, és több benne a tőhangváltás, mint azokban, valamint a főnév és a melléknév területén is vannak ragozási maradványok. Ezért a román grammatikák számon tartanak alanyesetet, birtokos esetet, részes esetet, tárgyesetet és megszólító esetet. A személyes és a visszaható névmás kivételével a tárgyeset alakja azonos az alanyesetével, ezért gyakran alany-/tárgyesetről szólnak a grammatikák, részes esetben pedig ugyanazok a ragok léteznek, mint birtokos esetben, ezért a birtokos/részes eset terminust is használják. Amikor arról van szó, hogy egy névszót ragoznak, ez általában úgy értendő, hogy van raggal kifejezett birtokos/részes esete és esetleg megszólító esete.
A számon és a nemen kívül, a személyes és a birtokos névmásokra, ugyancsak mint a többi újlatin nyelvben, a személy kategóriája is jellemző.

## A névelők

### A határozatlan névelő
Ez a névelő, amely a többi újlatin nyelvben is megvan, részben a latin unus, una számnévből alakult ki:
- hímnem és semlegesnem egyes szám – un perete hn. ’egy fal’, un scaun sn. ’egy szék’;
- nőnem egyes szám – o zi ’egy nap’.[2]

Többes szám alanyesetben és tárgyesetben, mindhárom nemben, a határozatlan névelő niște (< latin nescio quid ’nem tudom, mi’). Ennek jelentése a ’néhány’-éhoz áll közel, és akkor használják, amikor beleérti ezt a jelentést: Te-au căutat niște studenți ’Valami egyetemisták kerestek téged’.
A niște névelő egyes számú főnévvel is előfordul. Ekkor anyagnévelő (partitivus) funkciója van. Azt jelzi, hogy egy anyag meg nem határozott mennyiségéről van szó: Îmi mai trebuie niște făină ’Kell még (nekem) valamennyi liszt’.
A határozatlan névelőt ragozzák. Egyes számban birtokos/részes esete unui hn., unei nn., többes számban pedig szuppletivizmus esete áll fenn, ugyanis az alany-/tárgyesetű alakja niște, miközben a birtokos/részes eseté mindkét nemben unor (lásd lentebb A főnév és a melléknév ragozása).
A főnév határozatlan jellegét kifejezheti mindenféle determináns hiánya, beleértve a határozatlan névelőét is, de ritkábban, mint a magyar nyelvben. Egyes számban az utóbbit akkor kell elhagyni, amikor például a főnév valaki tartozását fejezi ki egy bizonyos személykategóriához: El este student ’Ő egyetemista’. A niște határozatlan névelő helyettesíthető más determinánssal (Te-au căutat câțiva studenți ’Néhány egyetemista keresett téged’), elhagyható (Îmi mai trebuie făină) sőt, többes számban olykor elhagyandó minden determináns, ha a főnévnek nincs bővítménye: Ei sunt elevi ’Ők tanulók’, Au fost aleși delegați ’Küldötteknek választották meg őket’.

### A határozott artikulus
A latin nyelvben nem volt határozott névelő, de az újlatin nyelvek kifejlesztettek maguknak határozott névelőt, a román nyelv a latin ille, illa mutató névmásból. Sajátossága ebben a nyelvben az, hogy majdnem mindig a szó végére kerül, ezzel egybeírva, mint egyes balkáni nyelvekben (bolgár, macedón, albán). Ezért „végartikulus” lenne a helyes magyar elnevezése. A román határozott artikulusok a következők:
- -l:
  - magánhangzóra végződő egyes szám hímnemű és semlegesnemű névszókkal: fiul hn. ’vkinek a fia’, teatrul sn. ’a színház’;
  - amelyet az -u- kötőhangzó előz meg a mássalhangzóra végződő egyes szám hímnemű és semlegesnemű névszókkal: bărbatul ’a férfi’, dicționarul sn. ’a szótár’;
- -le – az -e-re végződő egyes szám hímnemű és semlegesnemű névszókkal: peretele hn. ’a fal’, numele sn. ’a név’;
- -a:

- az -ă-ra végződő (amelyet a névelő helyettesít) egyes számú, általában nőnemű névszókkal: mașină ’gép(kocsi)’ → mașina ’a gép(kocsi)’;
- az -e-re végződő egyes szám nőnemű névszókkal (közvetlenül hozzájuk adva): legea ’a törvény’;
- az -a-ra végződő egyes szám nőnemű névszókkal, az -u- [w] kötőhanggal: cafeaua ’a kávé’;
- a -ie [je]-re végződő egyes szám nőnemű névszókkal, helyettesítve az -e-t: femeie ’asszony’ → femeia ’az asszony’;

- -i – a többes szám hímnemű névszókkal: fiii ’vkinek a fiai’, bărbații ’a férfiak’;
- -le – a többes szám nőnemű és semlegesnemű névszókkal: mașinile ’a gépek/gépkocsik’, legile ’a törvények’, cafelele ’a kávék’, femeile ’az asszonyok’, teatrele ’a színházak’, dicționarele ’a szótárak’.

A határozott artikulusos névszók esetében tulajdonképpen majdnem csak azt ragozzák, és egy esetben a főnév elé kerül (lásd lentebb A főnév és a melléknév ragozása).
A magyarral ellentétben, a románban vannak esetek, amikor semmiféle determináns nélkül is határozott a főnév. Ez érvényes az elöljárószóval (kivéve cu ’-val/-vel’) használt jelző nélküli főnevekre. Példa: Cartea e pe masa mare (határozott artikulussal) ’A könyv a nagy asztalon van’ vs. Cartea e pe masă (határozott artikulus nélkül) ’A könyv az asztalon van’.

### A birtokos névelő
Ez sajátos, a többi újlatin nyelvből hiányzó névelő. A birtokos névelő is utal a névszó határozottságára és ismertségére, de két más funkciója is van:
- Birtokos esetben álló névszókkal a birtokot képviseli, amellyel nemben és számban egyeztetni kell. Példák:[9]

– egyes szám hímnem/semlegesnem: computerul cel nou al fratelui meu ’a fivérem új számítógépe’;
– egyes szám nőnem: casa cea nouă a părinților mei ’a szüleim új háza’;
– többes szám hímnem: pantofii cei noi ai verișoarei mele ’az unokahúgom új cipője/cipői’;
– többes szám nőnem/semlegesnem: cărțile cele noi ale profesorului meu ’a tanárom új könyvei’.
- A birtokos determinánsokkal együtt a birtokos névmásokat alkotja: al meu ’az enyém’ hn./sn., a ta ’a tiéd’ nn., ai săi ’az övéi’ hn., ale noastre ’a mieink’ nn./sn. (lásd lentebb A birtokos melléknevek/névmások). Ebben a funkcióban, többes számban van birtokos/részes esetű alakja is : bucuria alor mei ’az enyéim’ öröme, Le-am spus alor noștri ’Megmondtam a mieinknek’.[10]

### A mutató névelő
Ez a névelő sem található meg a rokon nyelvekben. Alakjai a távolra mutató determinánsok alakjaiból származnak: cel (e. sz. hn./sn.), cea (e. sz. nn.), cei (t. sz. hn.), cele (t. sz. nn./sn.), birtokos/részes esetben celui (e. sz. hn./sn.), celei (e. sz. nn.), celor (t. sz.).
A határozott névelőéhez hasonló funkciója mellett a mutató névelőnek több más szerepe is van:
- A viszonylagos felsőfok képzésére használatos: prietenul cel mai bun vagy cel mai bun prieten ’a legjobb barát’.[11]
- Főnév + jelző szószerkezetben vehet részt. Például azt is lehet mondani, hogy fata harnică vagy fata cea harnică ’a szorgalmas lány’, de az utóbbi jelentése közelebb áll ahhoz, hogy ’az a lány, aki szorgalmas’.[11]
- A melléknevet főnevesítheti: cei leneși = leneșii ’a lusták’.[11]
- A számnevet főnevesíti: Au venit deja cele două? ’Megjött már az a kettő?’[12]

## A főnév és a melléknév

### A főnév neme
A román főnevek hímneműek (hn.), nőneműek (nn.) vagy semlegesneműek (sn.) lehetnek. Ez az egyetlen újlatin nyelv amelyben megmaradt a semlegesnem, de nem úgy, mint a latinban, ugyanis a román semlegesnemű főnevek tulajdonképpen egyes számban hímneműek, többes számban pedig nőneműek. Ez azt jelenti, hogy a melléknevet csak hímnemben vagy nőnemben egyeztetik az őt alárendelő főnévvel.
Más nyelvekkel ellentétben, mint amilyenek például a szláv nyelvek, a románban nehéz felismerni a főnevek nemét csupán az alakjukból kiindulva, mert sok a kivétel. Általában hímneműek a férfit, férfifoglalkozást, hónapokat, a legtöbb hegyet és fát, a pénznemeket, az ábécé betűit jelölő főnevek. Nőneműek a nőt, női foglalkozást, a napokat, évszakokat, gyümölcsöket, a legtöbb virágot, országot és a világrészeket megnevező főnevek. Semlegesneműek a tárgyakat, anyagokat megnevező főnevek.
A főneveknek sokféle végződésük lehet, és csak egyesek jellemzőek, azok is kivételekkel, a hímnemre és a nőnemre:
- -ă – általában nőnemű: mamă ’anya’;
- hangsúlytalan -e – hímnemű, semlegesnemű vagy nőnemű: frate hn. ’fivér’, nume ’sn. ’név’, carte nn. ’könyv’;
- félhangzó -i [j] – legtöbbször hímnemű vagy semlegesnemű: tei hn. ’hárs’, rai sn. ’menny, paradicsom’;
- hangsúlytalan -o – többnyire semlegesnemű jövevényszavak: radio ’rádió’;
- hangsúlytalan magánhangzó -u [u] – hímnemű vagy semlegesnemű : ministru hn. ’miniszter’, lucru sn. ’dolog’;
- félhangzó -u [w] – hímnemű vagy semlegesnemű: leu hn. ’oroszlán’, tablou sn. ’kép’;
- mássalhangzó – hímnemű vagy semlegesnemű: sac hn. ’zsák’, lac sn. ’tó’;
- [kʲ], gʲ] – hímnemű vagy semlegesnemű: unchi hn. ’nagybácsi’, unghi sn. ’szög’ (például derékszög).[14]

### A főnév és a melléknév többes száma
A román főnév és melléknév többes számának rendszere elég bonyolult. A többes számot jelző végződésekből több van, a nem és az egyes szám végződésétől függően, nem beszélve a kivételekről. Olykor a többes szám jelét hozzáadják az egyes számú alakhoz, máskor a jel helyettesíti az egyes számú szó végződését, megint máskor pedig a többes alak az egyes számú alak -e végződése eltávolítása útján képződik. A legtöbb főnévre és melléknévre az alábbi esetek érvényesek:
| Nem         | Többes szám jele  | Egyes szám végződése | Példa                                                      |
| ----------- | ----------------- | -------------------- | ---------------------------------------------------------- |
| Hímnem      | -i [ʲ]            | mássalhangzó         | pom – pomi ’gyümölcsfa, -ák’                               |
| Hímnem      | -i [ʲ]            | -e                   | frate cuminte – frați cuminți ’jó(viselkedésű) fivér, -ek’ |
| Hímnem      | -i [ʲ]            | -u [w]               | fiu grijuliu – fii grijulii ’figyelmes fiúgyermek, -ek’    |
| Hímnem      | -i [ʲ]            | -i [ʲ]               | ochi verzui – ochi verzui ’zöldes szem, -ek’               |
| Hímnem      | -i [i]            | -u [u]               | ministru ilustru – miniștri iluștri ’híres miniszter, -ek’ |
| Nőnem       | -e                | -ă                   | casă modestă – case modeste ’szerény ház, -ak’             |
| Nőnem       | -i [ʲ]            | -ă                   | pisică mică – pisici mici ’kicsi macska, -ák’              |
| Nőnem       | -i [ʲ]            | -e                   | lume veche – lumi vechi ’régi világ, -ok’                  |
| Nőnem       | -le               | hangsúlyos -a        | stea – stele ’csillag, -ok’                                |
| Nőnem       | -uri              | -ă                   | ceartă – certuri ’veszekedés, -ek’                         |
| Nőnem       | -uri              | -e                   | mătase – mătăsuri ’selyem, selymek’                        |
| Nőnem       | ∅                 | i [j] után -e        | foaie verzuie – foi verzui ’zöldes lapok’                  |
| Semlegesnem | -e                | mássalhangzó         | oraș – orașe ’város, -ok’                                  |
| Semlegesnem | -e                | -u [u]               | timbru – timbre ’bélyeg, -ek’                              |
| Semlegesnem | -e                | -u [w]               | muzeu – muzee ’múzeum, -ok’                                |
| Semlegesnem | -uri              | mássalhangzó         | val – valuri ’hullám, -ok’                                 |
| Semlegesnem | -uri              | -u [u]               | titlu – titluri ’cím, -ek’                                 |
| Semlegesnem | -uri              | -u [w]               | cadou – cadouri ’ajándék, -ok’                             |
| Semlegesnem | i [i] után -i [ʲ] | i [j] után -u        | fluviu – fluvii ’folyam, -ok’                              |

Az egyes szám és a többes szám között számos tőhangváltás is előfordul. Ezek közül gyakoribbak az alábbiak.
Magánhangzó- és kettőshangzó-váltások:
- a – ă: mare – mări ’tenger, -ek’;
- a – e: piatră – pietre ’kő, kövek’;
- ă – e: măr – mere ’alma, -ák’;
- â – i: tânăr – tineri ’fiatal, -ok’;
- ea – e: dimineață – dimineți ’reggel, -ek’;
- o – oa: camion – camioane ’teherautó, -k’;
- oa – o: moară – mori ’malom, malmok’.

Mássalhangzó-váltások:
- [k] – [t͡ʃ]: cântec – cântece ’ének, -ek’;
- -d – z: grindă – grinzi ’gerenda, -ák’;
- [g] – [d͡ʒ]: lung – lungi ’hosszú, -ak’;
- -l – ∅: miel – miei ’bárány, -ok’;
- -s – ș: urs – urși ’medve, -ék’;
- -sc- – șt: mască – măști ’maszk, -ok’;
- -st – șt: artist – artiști ’művész, -ek’;
- -str- – -ștr-: albastru – albaștri ’kék, -ek’;
- -t – ț: carte – cărți ’könyv, -ek’;
- z – j: treaz – treji ’józan, -ok’.

A fenti példák között látható, hogy olykor egyidőben váltás érinthet:
- két magánhangzót : tânăr – tineri ’fiatal, -ok’;
- egy magánhangzót és egy mássalhangzót : carte – cărți ’könyv, -ek’;
- egy kettőshangzót és egy mássalhangzót : treaz – treji ’józan, -ok’;
- egy magánhangzót és egy mássalhangzócsoportot : mască – măști ’maszk, -ok’.

### A főnév és a melléknév ragozása
A többi újlatin nyelvvel ellentétben a románban részben fennmaradt a főnév és a melléknév ragozása. Megkülönböztetendő egyrészt határozott artikulusos ragozás, másrészt határozatlan névelős, és a főnév előtt álló mellékneves vagy determinánsos ragozás. Öt eset van, jellegzetes hímnemű és nőnemű alakokkal. A semlegesnemű főneveket egyes számban mint a hímneműeket, többes számban mint a nőneműeket ragozzák.
Az alanyeset főleg az alany esete (Elevii învață ’A diákok tanulnak’), de lehet a névszói állítmány névszói részéé (Ei sunt elevi ’Ők tanulók/diákok’), az állítmány-kiegészítőé (El a fost ales delegat ’Őt választották meg küldöttnek’) és az értelmezőé is (Andrei, fiul meu, este plecat ’Andrei, a fiam, nincs itt’).
A birtokos eset főleg a birtokost kifejező jelző esete: Cartea elevului este pe masă ’A diák könyve az asztalon van’. Ha a birtoknak determinánsa (előtte) vagy jelzője (előtte vagy mögötte) van, akkor a birtokos esetben álló névszó előtt a birtokos névelőt használják: o carte a profesorului ’a tanár egyik könyve’, noua carte a profesorului ’a tanár új könyve’, mama minunată a Corinei ’Corina gyönyörű édesanyja’, acoperișurile de tablă ale caselor ’a házak bádogfedele’.
Egyes elöljárók és elöljáró értékű szókapcsolatok a birtokos esettel használatosak, főnévi jelzőt és különféle határozókat alakítva: gardul din jurul grădinii ’a kert körüli kerítés’, Luptăm împotriva rutinei ’A rutin ellen harcolunk’.
Ennek az esetnek van két ragja egyes számban, -e és -i [ʲ]. Az elsőt csak az alanyeset egyes számban -ă-ra végződő főnevekkel és melléknevekkel használják [unei fetițe ’egy kislánynak (vmije/vkije)’], a másodikat az alanyeset egyes számban -e-re végződő nőnemű főnevekkel és melléknevekkel [unei pâini ’egy kenyér (vmije)’] és egyes -ă-ra végződőekkel: unei țări ’egy ország (vmije/vkije)’. A sztenderd nyelvváltozat egyik szabálya az, hogy e szavak birtokos eset egyes száma azonos az alanyeset többes számukkal. A birtokos eset többes számuknak is ugyanez a morfémája: niște fetițe ’kislányok’ → unor fetițe ’egyes kislányok (vmije/vkije)’, niște pâini ’kenyerek’ → unor pâini ’egyes kenyerek (vmije)’.
Ami a többi főnevet és melléknevet illeti, csak a velük használt determinánsokat és az előttük álló mellékneveket (a főnevek esetében) ragozzák: unui bărbat ’egy férfi (vmije/vkije)’, bărbatului ’a férfi (vmije/vkije)’, acelui bărbat ’annak a férfinak a (vmije/vkije)’, celuilalt bărbat ’a másik férfinak a (vmije/vkije)’.
A férfi tulajdonnevek és a románra nem jellemző végződésű nőiek esetében a határozott artikulus a főnév elé járul, és ezt ragozzák (ez az egyetlen eset, amikor a határozott artikulus névelő): cartea lui Radu / lui Lili ’Radu / Lili könyve’.
A részes eset elsősorban a részeshatározó esete (Am trimis ilustrate colegelor ’Képeslapokat küldtem a kollégáknak’), és a datorită, mulțumită és grație (mindhárom jelentése ’köszönhetően’) elöljárókkal használatos: Am obținut aceste rezultate datorită ajutorului tău ’Ezeket az eredményeket segítségednek köszönhetően értem el’.
Ennek az esetnek egyik mondattani jellegzetessége az, hogy előfordulhat a részeshatározó kétszeri kifejezése, azaz az állítmány elé vagy mögé (felszólító módban) odateszik a részes esetben álló főnévre utaló személyes névmást: Obiectul acesta îi este folositor medicului? ’Ez a tárgy hansznos az orvosnak?’
A tárgyeset elsősorban a közvetlen tárgy esete. Elöljárószó nélkül használják többnyire élettelen főnevekkel, de élőkkel is (Am vizitat orașul și am întâlnit câțiva foști colegi ’Megláttogattam a várost, és találkoztam néhány volt kollégával’). A személyek tulajdonnevét a pe elöljáróval teszik tárgyesetbe: L-a văzut pe Andrei ’Látta Andreit’). Különféle elöljárókkal a tárgyeset a legtöbb főnévvel kifejezett jelző (carte de povești ’mesekönyv’), a legtöbb magyar értelemben vett határozó (Se teme de hoți ’Fél a tolvajoktól’, Mor de sete ’Szomjan halok’) és más mondatrészek esete is.
A pe elöljárós tárgyesetben álló főnév használatakor is fennáll a tárgy kétszeres kifejezése (a főnévvel és a rá utaló személyes névmással): L-a văzut pe Andrei ’Látta Andreit’).
A megszólító esetben álló szónak általában nincs mondattani funkciója. Lehet mondatszó (Ioane! ’János!’), mondat része mondattani funkció nélkül (Ce înseamnă asta, Ioane? ’Mit jelentsen ez, János?’), esetleg értelmező: másik megszólító esetben álló főnévé (Ioane, puiule! ’János, fiacskám!’) vagy más esetű névszóé (Ai și tu, Ioane, o scrisoare ’Leveled jött neked is, János’).
Ennek az esetnek négy jellegzetes ragja van (hímnem egyes számban -e vagy -ule, nőnem egyes számban -o, és többes számban -lor, nemtől függetlenül), de csak kevés főnév és a melléknév kaphatja meg ezeket. A többségüknek megszólító esetben ugyanaz az alakjuk, mint alany-/tárgyesetben. Az -ule és a -lor rag a határozott artikulusra emlékeztet, de nincs névelő funkciója. Az -o rag helyettesíti az alanyeset végződését: A. fetiță ’kislány’, M. fetițo!
Vannak főnevek, amelyeket kötelező megszólító esetben toldalékolni (fiule! ’fiam!’), mások, amelyeknek nem lehet ragjuk ebben az esetben (femeie! ’jóasszony!’), megint mások, amelyeket raggal is, rag nélkül is lehet használni (Radu! vagy Radule!). Továbbá vannak olyan hímnemű főnevek, amelyeket csak az -ule raggal használnak (prostule! ’te buta!’), olyanok, amelyeket az -e raggal (prietene! ’barátom!’), és olyanok, amelyeket vagy az egyikkel vagy a másikkal kell megszólító esetbe tenni (băiatule! vagy băiete! ’te fiú!’).
A legtöbb főnevet és melléknevet az alábbi modellek szerint ragozzák:
| | Hímnem               | Hímnem               | Hímnem        | Hímnem      | Nőnem       | Nőnem       | Nőnem        | Nőnem      | Nőnem      | Nőnem       | Nőnem       | Nőnem    |
| Egyes szám | Egyes szám           | Többes szám          | Többes szám   | Egyes szám  | Egyes szám  | Többes szám | Többes szám  | Egyes szám | Egyes szám | Többes szám | Többes szám |          |
| 1 | 2                    | 1                    | 2             | 1           | 2           | 1           | 2            | 1          | 2          | 1           | 2           |          |
| --- | -------------------- | -------------------- | ------------- | ----------- | ----------- | ----------- | ------------ | ---------- | ---------- | ----------- | ----------- | -------- |
| A./T. | un bărbat            | bărbatul             | niște bărbați | bărbații    | o fetiță    | fetița      | niște fetițe | fetițele   | o pâine    | pâinea      | niște pâini | pâinile  |
| B./R. | unui bărbat          | bărbatului           | unor bărbați  | bărbaților  | unei fetițe | fetiței     | unor fetițe  | fetițelor  | unei pâini | pâinii      | unor pâini  | pâinilor |
| M. | bărbate / bărbatule! | bărbate / bărbatule! | bărbaților!   | bărbaților! | fetițo!     | fetițo!     | fetițelor!   | fetițelor! | –          | –           | –           | –        |
| Magyarázat: 1 – határozatlan névelővel; 2 – határozott artikulussal; bărbat ’férfi’; fetiță ’kislány’; pâine ’kenyér’; A. – alanyeset; B. – birtokos eset; R. – részes eset; T. – tárgyeset; M. – megszólító eset |                      |                      |               |             |             |             |              |            |            |             |             |          |

### A melléknév egyeztetése
A legtöbb melléknévnek szám és nem szerint négy alakja van, de vannak csak három-, két- és egyalakú melléknevek is. Példák:
- négyalakú: modest, modestă, modești, modeste ’szerény(ek)’;
- háromalakú: mic, mică, mici ’kicsi’ (többes számban csak egy alakja van, nemtől függetlenül);
- kétalakú: dulce, dulci ’édes’ (csak egy-egy egyesszámú és többesszámú alakja van, nemtől függetlenül);
- egyalakú:[24] gri ’szürke’.

A melléknév esetében is vannak tőhangváltások az egyes és a többes szám között (lásd fentebb A főnév és a melléknév többes száma), de a hímnem és a nőnem között is:
- e – ea: șiret – șireată ’ravasz’;
- o – oa: prietenos – prietenoasă ’barátságos’.

A melléknévi jelző leginkább a jelzett főnév mögött áll, de előfordul előtte is. A határozatlan névelő vagy a végartikulus csak az első szó előtt, illetve végén van.
A melléknevet mindig egyeztetni kell az őt alárendelő főnévvel nemben és számban. A ragozás a határozatlan névelőt, illetve a végartikulust érinti mindig, de csak nőnem egyes szám birtokos/részes esetben van megfelelő ragja magának a főnévnek, illetve a melléknévnek is, tehát ebben az esetben mindkét szó hordozza:
| unui prieten scump / unui scump prieten ’egy drága barátnak’;       | prietenului scump / scumpului prieten ’a drága barátnak’, | de |
| unei prietene scumpe / unei scumpe prietene ’egy drága barátnőnek’; | prietenei scumpe / scumpei prietene ’a drága barátnőnek’  |    |

### A melléknév fokozása
A román grammatikák a következőképpen mutatják be a fokozást:
| Alapfok  | Alapfok                       | Alapfok                          | înalt, -tă, -ți, -te ’magas(ak)’ |
| Középfok | a tulajdonság nagyobb mértéke | a tulajdonság nagyobb mértéke    | mai înalt, -tă, -ți, -te (decât / ca) ’magasabb(ak) (, mint)’                                                                         |
| Középfok | a tulajdonság azonos mértéke  | a tulajdonság azonos mértéke     | la fel de / tot așa de / tot atât de înalt, -tă, -ți, -te (ca) ’ugyanolyan magas(ak) (, mint)’                                        |
| Középfok | a tulajdonság kisebb mértéke  | a tulajdonság kisebb mértéke     | mai puțin înalt, -tă, -ți, -te decât / ca ’kevésbé magas(ak) (, mint)’                                                                |
| Felsőfok | viszonylagos                  | a tulajdonság legnagyobb mértéke | cel mai înalt, cea mai înaltă, cei mai înalți, cele mai înalte (dintre) ’a legmagasabb(ak) a(z) … közül’                              |
| Felsőfok | viszonylagos                  | a tulajdonság legkisebb mértéke  | cel mai puțin înalt, cea mai puțin înaltă, cei mai puțin înalți, cele mai puțin înalte (dintre) ’a legkevésbé magas(ak) a(z) … közül’ |
| Felsőfok | kizárólagos                   | kizárólagos                      | foarte înalt, -tă, -ți, -te ’nagyon magas(ak)’                                                                                        |

Viszonylagos felsőfokban a tulajdonság legnagyobb mértékét kétféle szórenddel lehet kifejezni jelentéskülönbség nélkül: elevul cel mai bun vagy cel mai bun elev ’a legjobb tanuló’.

## A számnevek
A román grammatikák négy fő számnévfélét vesznek számba.

### A tőszámnevek
A tőszámnév lehet melléknév értékű és főnév vagy névmás értékű. Főnévként mindegyik kaphat névelőt.
- 1 – Ennek a tőszámnévnek öt alakja van, a határozott névelősöket beleértve:

– melléknév értékűek:
– un hn./sn.: un student ’egy egyetemista (fiú)’;
– o nn.: o studentă ’egy egyetemista (lány)’;
– főnév vagy névmás értékűek:
– unu hn., amely csak a számjegy neveként használatos: unu la sută ’egy százalék’;
– unul (határozott névelős) hn./sn.: de unul singur ’egymagában’;
– una (határozott névelős) nn.: Câte studente sunt aici? – Una ’Hány egyetemista (lány) van itt? – Egy’.
- 2 – Ennek a tőszámnévnek három alakja van: doi (melléknév, a számjegy neve és névmás), doiul (határozott névelős hímnemű főnév) hn. és două nn./sn. (melléknév és névmás).

A többi tőszámnévnek csak két alakja van; az egyik lehet számjegy, illetve szám neve és melléknév, a másik meg határozott névelős hímnemű főnév:
- 3 – 10 – trei, patru, cinci, șase, șapte, opt, nouă, zece
- 11 – 19 – Ezeket a tőszámneveket szláv eredetű szerkezettel, de latin eredetű szavakkal alakítják, a számjegy + spre ’felé’ elöljárószó + zece ’tíz’ képlet alapján: unsprezece, doisprezece hn. (nn. douăsprezece), treisprezece, paisprezece (a patru lerövidült) vagy patrusprezece (ritkábban), cincisprezece, șaisprezece (a șase lerövidült) vagy șasesprezece (ritkábban), șaptesprezece, optsprezece, nouăsprezece.
- 20, 30, 40, 50, 60, 70, 80, 90 – Ezeket a számjegy + zeci (a zece többes száma) alapján alakítják: douăzeci, treizeci, patruzeci, cincizeci, șaizeci (a șase lerövidült), șaptezeci, optzeci, nouăzeci.
- 21, 22 stb. – alakításuk : számjegy + zeci (egybeírva) + și + számjegy : douăzeci și unu, douăzeci și doi hn. / douăzeci și două nn., douăzeci și trei stb.
- 100, 200, 300 stb. – o sută, două sute, trei sute stb.
- 101, 102, 103 stb. – o sută unu, o sută doi/două, o sută trei stb.
- 1000, 2000, 3000, 10 000, 20 000, 100 000 stb. – o mie, două mii, trei mii, zece mii, douăzeci de mii, o sută de mii stb.
- 1 000 000, 2 000 000 stb. – un milion, două milioane stb.
- 1 000 000 000, 2 000 000 000 stb. – un miliard, două miliarde stb.

Ragozzák az un, o, unul, una, sută, mie, milion és miliard számneveket. Az első kettőt úgy ragozzák, mint amikor határozatlan névelők (lásd fentebb A főnév és a melléknév ragozása). A határozott artikulusosakat az előzőekhez hozzáadott -a végződés jellemzi: Rezultatul unuia / uneia a fost corect ’Az egyik eredménye helyes volt’. Az utóbbi négy számnevet úgy ragozzák, mint a főneveket. A többi tőszámnév elé birtokos esetben az a elöljárót teszik (Am corectat testele a trei studenți/studente ’Három egyetemista tesztjét javítottam ki’), részes esetben pedig a la elöljárót: Le-am dat test la opt studenți / studente ’Nyolc egyetemistának adtam fel tesztet’.

### A sorszámnevek
A sorszámnevek a tőszámnevekből képződnek a következő módon:
- hímnemben: al birtokos névelő + tőszámnév + -le határozott artikulus + -a : doi > al doilea ’a második’. Ott, ahol két mássalhangzó kerülne egymás mellé, az -u- kötőhangzó is közbejön: opt > al optulea ’a nyolcadik’.
- nőnemben: a birtokos névelő + tőszámnév + -a határozott artikulus: opt > a opta ’a nyolcadik’.

Rendhagyóak a primul, prima (szinonimája întâiul, întâia) ’az első’. Csak ezeknek van többes számuk: primii, primele / întâii, întâiele ’az elsők’.
A sorszámnevek előtt a mutató névelő + de is állhat, amely nem kötelező alanyesetben, de kötelező, ha ragozzák a sorszámnevet: cel de-al treilea / cea de-a treia ’a harmadik’, celui de-al treilea / celei de-a treia ’a harmadik vmije/vkije / a harmadiknak’.

### Gyűjtőszámnevek
Az amândoi, amândouă ’mindkettő’ számnevet, ha főnév követi, ez határozott artikulussal használatos: amândoi vecinii ’mindkét szomszéd’.
Ambii, ambele a fenti szinonimája. Ezt mindig határozott artikulussal használják, az őt követő főnevet pedig anélkül: ambii vecini.
Ritkábban használják a 3-tól 10-ig számnevekből, a toți ’mind’ szóból eredő tus- prefixummal képzett gyűjtőszámneveket, és csak hímnemben: tustrei ’mind a három’, tuspatru ’mind a négy’ stb. Nőnemben ezek előtt a toți nőnemű alakja áll, toate: toate trei, toate patru.

### Törtszámnevek
Külön szavakkal fejezik ki a negyedet (un sfert) és a felet (o jumătate).
Az -ime (többes száma -imi) képzővel lehet képezni törtszámneveket a tőszámnevekből: o optime ’egy nyolcad’, două zecimi ’két tized’.
A tizedes törteket vesszővel írják, mint a magyarban: 3,14 – trei virgulă paisprezece (szó szerint ’három vessző tizennégy’).
A százalék kifejezése pl. treizeci și trei de procente ’harminchárom százalék’ vagy treizeci și trei la sută (szó szerint ’harminchárom a százhoz’), az ezreléké pedig ez utóbbi szerkezettel történik, pl. cinci la mie (szó szerint ’öt az ezerhez’).

## Névmások és névmási determinánsok
A román grammatikákban személyes, visszaható, nyomatékosító, birtokos, mutató, kérdő, vonatkozó, határozatlan és tagadó névmásokat vesznek számba. A személyeseken és a visszahatókon kívül mindegyik típushoz tartozóak között vannak determinánsként használtak is.

### A személyes névmások

#### Alakjaik és ragozásuk
| Alanyeset    | Birtokos eset | Részes eset | Részes eset   | Tárgyeset  | Tárgyeset     |
| Alanyeset    | Birtokos eset | hangsúlyos  | hangsúlytalan | hangsúlyos | hangsúlytalan |
| ------------ | ------------- | ----------- | ------------- | ---------- | ------------- |
| eu ’én’      | –             | mie         | îmi           | mine       | mă            |
| tu ’te’      | –             | ție         | îți           | tine       | te            |
| el ’ő’ hn.   | lui           | lui         | îi            | el         | îl            |
| ea ’ő’ nn.   | ei            | ei          | îi            | ea         | o             |
| noi ’mi’     | –             | nouă        | ne            | noi        | ne            |
| voi ’ti’     | –             | vouă        | vă            | voi        | vă            |
| ei ’ők’ hn.  | lor           | lor         | le            | ei         | îi            |
| ele ’ők’ nn. | lor           | lor         | le            | ele        | le            |

Alanyesetben a személyes névmásoknak nincs hangsúlytalan alakjuk és, akárcsak a magyar nyelvben, használatuk nem kötelező az ige előtt, hiszen ez utóbbi általában raggal fejezi ki a személyt. Akkor használják, amikor nyomatékosítják a személyt más személlyel szemben: Eu sunt profesoara, ea e o studentă! ’Én vagyok a tanárnő, ő egy diáklány!’

#### A hangsúlytalan alakok illesztése
A hangsúlytalan névmások a következő és az előttük álló szóhoz illeszkedő alakokkal is rendelkeznek, amelyekkel hangtani szempontból egy szót alkotnak. Általában ez a magánhangzóval kezdődő és a magánhangzóra végződő szavakra érvényes, de az o névmás az összetett múlt időben álló igéhez és a határozói igenévhez is illeszkedik, bár ezek mássalhangzóra végződnek.
Vannak esetek, amelyekben az illesztés nem kötelező. A jól tagolt beszédben például Mă ascultă și îmi răspunde hallatszik, de a folyamatos beszédben Mă ascultă și-mi răspunde ’Meghallgat, és válaszol nekem’. Írásban az illesztés kötőjel alakjában jelenik meg.
Az illesztés gyakran egyes magánhangzók kihagyásával történik. Az előző példában a névmás első magánhangzóját, máskor a előtte álló szó végén levő magánhangzót hagyják ki: Nu o ascultă vagy N-o ascultă ’Nem hallgatja meg’. A névmás mögött álló szó első magánhangzóját is ki lehet hagyni, de csak akkor, ha ez î: Mă întreabă vagy Mă-ntreabă ceva ’Kérdez tőlem valamit’.
Olyan eset is van, amelyben az -u- magánhangzót kell hozzáadni a határozói igenévhez, éspedig amikor más névmás illeszkedik hozzá, mint az -o: văzându-vă ’titeket látva’.
Máskor a hangsúlytalan névmás magánhangzóját nem hagyják ki, hanem kettőshangzót képez a szomszédos szó kezdeti mássalhangzójával: A Ne ascultă [ne.as'kultə] ’Hallgat minket’ mondatban a Ne e-je magánhangzó, de a Ne-a ascultat [ne̯a.askul'tat] ’Meghallgatott minket’ mondatban a Ne e-je félhangzó.
Az alábbi táblázat olyan eseteket mutat be, amikor az illesztés kötelező:
| Eset | Névmás | Illesztett alak | Helyzet                                         | Példa                                             |
| ---- | ------ | --------------- | ----------------------------------------------- | ------------------------------------------------- |
| T.   | mă     | m-              | magánhangzó előtt                               | m-a ascultat ’meghallgatott engem’                |
| T.   | mă     | -mă             | magánhangzó mögött                              | ascultându-mă ’engem hallgatva’                   |
| T.   | te     | te- [te̯]        | magánhangzó előtt                               | te-aș asculta ’meghallgatnálak’                   |
| T.   | te     | -te [te]        | magánhangzó mögött                              | ascultându-te ’téged hallgatva’                   |
| T.   | îl     | l-              | magánhangzó előtt                               | l-am ascultat ’meghallgattam őt (hn.)’            |
| T.   | îl     | -l              | magánhangzó mögött                              | ascultă-l! ’hallgasd meg őt (hn.)!’               |
| T.   | o      | -o              | magánhangzó mögött                              | ne-o trimite ’nekünk küldi azt (nn.)’             |
| T.   | o      | -o              | mássalhangzó mögött                             | ascultând-o ’őt (nn.) hallgatva’                  |
| T.   | ne     | ne- [ne̯]        | magánhangzó előtt                               | ne-ar asculta ’meghallgatna minket’               |
| T.   | ne     | -ne [ne]        | magánhangzó mögött                              | ascultă-ne! ’hallgass meg minket!’                |
| T.   | vă     | v-              | magánhangzó előtt                               | v-a ascultat ’meghallgatott titeket’              |
| T.   | vă     | -vă             | magánhangzó mögött                              | ascultându-vă ’titeket hallgatva’                 |
| T.   | îi     | i- [j]          | magánhangzó előtt                               | i-ar fi ascultat ’meghallgatta volna őket (hn.)’  |
| T.   | îi     | -i [j]          | magánhangzó mögött                              | mi-i trimite ’nekem küldi azokat (hn.)’           |
| T.   | le     | le- [le̯]        | magánhangzó előtt                               | le-a ascultat ’meghallgatta őket (nn.)’           |
| T.   | le     | -le [le]        | magánhangzó mögött                              | ascultă-le! ’hallgasd meg őket (nn.)!’            |
| R.   | îmi    | mi- [mj]        | magánhangzó előtt                               | mi-ai trimis ’küldtél nekem’                      |
| R.   | îmi    | -mi [mʲ]        | magánhangzó mögött                              | trimițându-mi ’nekem küldve’                      |
| R.   | îmi    | -mi- [mi]       | magánhangzó mögött és más névmás előtt          | trimițându-mi-le ’küldve nekem azokat (nn./sn.)’  |
| R.   | îți    | ți- [t͡sj]       | magánhangzó előtt                               | ți-am trimis ’küldtem neked’                      |
| R.   | îți    | -ți [t͡sʲ]       | magánhangzó mögött                              | nu-ți trimit ’nem küldök neked’                   |
| R.   | îți    | -ți- [t͡si]      | magánhangzó mögött és más névmás előtt          | trimițându-ți-le ’küldve neked azokat (nn./sn.)’  |
| R.   | îi     | i- [j]          | magánhangzó előtt                               | i-am trimis ’küldtem neki’                        |
| R.   | îi     | -i [j]          | magánhangzó mögött                              | să-i trimitem ’küldjünk neki’                     |
| R.   | îi     | -i- [i]         | magánhangzó mögött és más névmás előtt          | trimițându-i-le ’küldve neki azokat (nn.)’        |
| R.   | ne, ni | ne- [ne̯]        | magánhangzó előtt                               | ne-o trimite ’nekünk küldi azt (nn.)’             |
| R.   | ne, ni | ni-             | az -l és -i tárgyesetű személyes névmások előtt | ni-l trimite ’nekünk küldi azt (hn.)’             |
| R.   | ne, ni | -ni-            | magánhangzó mögött és más névmás előtt          | trimițându-ni-le ’küldve nekünk azokat (nn./sn.)’ |
| R.   | ne, ni | -ne [ne]        | magánhangzó mögött                              | trimite-ne! ’küldj nekünk!’                       |
| R.   | vă, vi | v-              | magánhangzó előtt                               | v-ar trimite ’küldene nektek’                     |
| R.   | vă, vi | -v-             | magánhangzó mögött és előtt                     | trimițându-v-o ’küldve nektek azt (nn.)’          |
| R.   | vă, vi | vi-             | az -l és -i tárgyesetű személyes névmások előtt | vi-l trimite ’nektek küldi azt (hn.)’             |
| R.   | vă, vi | -vi-            | magánhangzó mögött és más névmás előtt          | trimițându-vi-i ’küldve nektek azokat (hn.)’      |
| R.   | vă, vi | -vă             | magánhangzó mögött                              | trimițându-vă ’küldve nektek’                     |
| R.   | le     | le-             | magánhangzó előtt                               | le-a trimis ’küldött nekik’                       |
| R.   | le     | li-             | a -l és -i tárgyesetű személyes névmások előtt  | li-l trimite ’nekik küldi azt (hn.)’              |
| R.   | le     | -li-            | magánhangzó mögött és más névmás előtt          | trimițându-li-i ’nekik küldve azokat (hn.)’       |
| R.   | le     | -le             | magánhangzó mögött                              | trimițându-le ’küldve nekik’                      |

#### Az udvariassági személyes névmások
Van két második személyű udvariassági névmás, amelyek két különböző udvariassági fokot fejeznek ki, kb. olyan módon, mint a magyar ’maga’ és ’ön’.
- Dumneata a domnia ta ’uraságod’ szószerkezetből származik. Birtokos/részes esete dumitale. Ma semlegesen csak népi közegekben használják, a köznyelvben inkább lekicsinyítő. Például főnök használhatja beosztottjához szólva, de fordítva ez nem lehetséges. Ezt a névmást az ige egyes szám második személyű alakjával használják: Dumneata ești american? ’Maga amerikai?’ Többes száma összemosódik a következő névmással.
- Dumneavoastră eredetileg domnia voastră ’uraságotok’ volt. Ezt nem ragozzák, és egyaránt egyes számú és többes számú. A vele használt igealak a többes szám második személyű: Dumneavoastră sunteți din Statele Unite? ’Ön(ök) az Egyesült Államokból való(k)?’
- Dumnealui (hn. e. sz.) < domnia lui ’urasága’, dumneaei (nn. e. sz.), dumneasa (hn. és nn. e. sz.), dumnealor (hn. és nn. t. sz.) harmadik személyre vonatkozik. Alakjai közül csak a dumneasa ragozható. B./R. esete dumisale ’az ő vmije/vkije, neki’.

Bár nem kötelezően fejez ki udvariasságot, udvariassági értéke is van a harmadik személyre vonatkozó dânsul (hn. e. sz.), dânsa (nn. e. sz.), dânșii (hn. t. sz.), dânsele (nn. t. sz.) névmásnak is. Ennek B./R. esete dânsului, dânsei ’az ő vmije/vkije, neki’; dânșilor, dânselor ’az ők vmije/vkije, nekik’.

### A visszaható névmások
A visszaható névmásnak csak részes esete és tárgyesete van, mivel csak részeshatározó, illetve tárgy lehet. Általában ezek azonosságát fejezi ki az alannyal, ezért vele azonos személyű.
Az első és a második személyű visszaható névmások a személyes névmásokkal azonosak. Csak a harmadik személyűeknek van sajátos alakja. Ezek a következők :
- Részes esetben:

– hangsúlytalan alakok: Își povestesc aventurile unul altuia ’Elmesélik egymásnak a kalandjaikat’, dulapul pe care și l-a cumpărat ’a szekrény, amelyet vett magának’;
– hangsúlyos alak: Își face rău sie însuși ’Saját magának árt’.
- Tárgyesetben:

– hangsúlytalan alak: Se piaptănă ’Fésülködik’ / ’Fésülködnek’;
– hangsúlyos alak: Nu se gândește decât la sine ’Csak saját magára gondol’.
Ezeknek a névmásoknak is vannak a szomszédos szóhoz illesztett alakjaik:
| Névmás | Illesztett alak | Helyzet                                | Példa                                               |
| ------ | --------------- | -------------------------------------- | --------------------------------------------------- |
| își    | și- [ʃj]        | magánhangzó előtt                      | și-ar face ’csinálna magának/csinálnának maguknak’  |
| își    | -și [ʃʲ]        | magánhangzó mögött                     | să-și facă ’csináljon magának/csináljanak maguknak’ |
| își    | -și- [ʃi]       | magánhangzó mögött és más névmás előtt | făcându-și-i ’megcsinálva magának/maguknak azokat’  |
| se     | s-              | magánhangzó előtt                      | s-a îmbrăcat ’felöltözött’                          |
| se     | -se             | magánhangzó mögött                     | îmbrăcându-se ’felöltözvén’                         |

Részes esetben a visszaható névmás a birtoklást is kifejezheti. Olykor két azonos jelentésű szerkezet lehetséges : Îmi ascult fratele (visszaható névmással) vagy Îl ascult pe frate-meu ’Hallgatom a fivéremet’ (birtokos determinánssal). Máskor csak a részes esetű visszaható névmás használata helyes : Și-a irosit viața ’Eltékozolta az életét’.

### A nyomatékosító determinánsok
E szavak névmási használata mára elavult, ezért csak determinánsokként használatosak olykor főnévvel, de leginkább személyes névmással, visszaható névmással, esetleg más olyan névmásokkal, melyek determinánsok is lehetnek.
Főnévvel és mutató névmással a nyomatékosító determináns állhat ezek előtt vagy mögöttük: însuși autorul / autorul însuși ’maga a szerző’, însăși aceasta / aceasta însăși ’ez maga’.
A személyes névmásokkal általában mögöttük állnak:
- eu însumi (hn.), eu însămi (nn.) ’én magam / önmagam’;
- tu însuți (hn.), tu însăți (nn.) ’te magad / önmagad’;
- dumneata însuți/însăți ’önmaga’ (magázás);
- el însuși (hn.), ea însăși (nn.) ’ő maga / önmaga’;
- dumnealui însuși (hn.), dumneaei însăși (udvariassági alak) ’ő maga / önmaga’;
- noi înșine (hn.), noi însene (nn.) ’mi magunk / önmagunk’;
- voi înșivă (hn.), voi însevă (nn.) ’ti magatok / önmagatok’;
- dumneavoastră înșivă/însevă ’önök maguk’ (önözés);
- ei înșiși (hn.), ele însele / înseși (nn.) ’ők maguk / önmaguk’;
- dumnealor înșiși/înseși (udvariassági alak) ’ők maguk / önmaguk’.

A harmadik személyű visszaható névmásokkal: pe sine însuși (hn.) / însăși (nn.) ’saját magát / önmagát’; sie însuși/însăși ’saját magának / önmagának’.
Birtokos determinánssal: în fața noastră înșine ’saját magunk / önmagunk előtt’.
A nyomatékosító determináns egyezik nemben és számban, de esetben nem: mie însumi/însămi ’nekem’.

### A birtokos determinánsok/névmások
A birtokos determinánsok alakjai a következők:
| Birtokos(ok)  | Birtok(ok)  | Nem      | 1. személy                         | 2. személy                     | 3. személy               |
| ------------- | ----------- | -------- | ---------------------------------- | ------------------------------ | ------------------------ |
| Egy birtokos  | Egy birtok  | hn., sn. | fiul meu ’fiam’                    | scaunul tău ’széked’           | soțul său ’férje’        |
| Egy birtokos  | Egy birtok  | nn.      | sora mea ’nővérem’                 | prietena ta ’barátnőd’         | cartea sa ’könyve’       |
| Egy birtokos  | Több birtok | hn.      | părinții mei ’szüleim’             | prietenii tăi ’barátaid’       | frații săi ’fivérei’     |
| Egy birtokos  | Több birtok | nn., sn. | surorile mele ’nővéreim’           | prietenele tale ’barátnőid’    | fiicele sale ’lányai’    |
| Több birtokos | Egy birtok  | hn., sn. | fiul nostru ’fiunk’                | prietenul vostru ’barátotok’   | fratele lor ’fivérük’    |
| Több birtokos | Egy birtok  | nn.      | mama noastră ’anyánk’              | fiica voastră ’lányotok’       | casa lor ’házuk’         |
| Több birtokos | Több birtok | hn.      | nepoții noștri ’unokáink’          | elevii voștri ’tanulóitok’     | studenții lor ’diákjaik’ |
| Több birtokos | Több birtok | nn., sn. | telefoanele noastre ’telefonjaink’ | mașinile voastre ’kocsijaitok’ | ideile lor ’ötleteik’    |

A nőnem egyes számú birtokos determinánsoknak van birtokos/részes esetű alakjuk is : mea → mele, ta → tale, sa → sale, noastră → noastre, voastră → voastre. Példa mondatban: Acesta este tatăl prietenei noastre ’Ez a barátnőnk apja’.
Ha a birtokos determináns elé a birtok helyett a birtokos névelőt tesszük, a melléknévből névmás lesz: Ale cui sunt cărțile de aici? – Ale noastre ’Ki könyvei ezek itt? – A mieink’.
Pontosan ugyanazt a birtokos viszonyt lehet kifejezni a harmadik személy egyes számú birtokos névmásokkal és az ugyanolyan személyű személyes névmások birtokos esetével, azzal a különbséggel, hogy a birtokos névmással ellentétben a személyes névmás kifejezi a birtokos nemét is: cărțile lui (hn. birtokos) = cărțile sale ’könyvei’, copiii ei (nn. birtokos) = copiii săi ’gyerekei’. Ezért a személyes névmás birtokos esetét gyakrabban használják. Egyébként a többes szám harmadik személyű birtokos névmás alakja ugyanaz, mint a személyes névmás többes szám harmadik személy birtokos esetéé: unchiul lor ’nagybácsijuk’.

### A mutató determinánsok/névmások

#### A közelre mutató és a távolra mutató determinánsok/névmások
A gyakoribb közelre mutató és távolra mutató determinánsok alakjai az alábbiak:
| Jellege        | Helyzete    | Egyes szám                   | Egyes szám                      | Többes szám                      | Többes szám                       |
| Jellege        | Helyzete    | Hímnem, semlegesnem          | Nőnem                           | Hímnem                           | Nőnem, semlegesnem                |
| -------------- | ----------- | ---------------------------- | ------------------------------- | -------------------------------- | --------------------------------- |
| Közelre mutató | főnév előtt | acest câine ’ez a kutya’     | această chestiune ’ez a kérdés’ | acești oameni ’ezek az emberek’  | aceste flori ’ezek a virágok’     |
| Közelre mutató | főnév után  | timbrul acesta ’ez a bélyeg’ | fata aceasta ’ez a lány’        | copiii aceștia ’ezek a gyerekek’ | caietele acestea ’ezek a füzetek’ |
| Közelre mutató | főnév után  | băiatul ăsta ’ez a fiú’      | cartea asta ’ez a könyv’        | pantofii ăștia ’ezek a cipők’    | femeile astea ’ezek az asszonyok’ |
| Távolra mutató | főnév előtt | acel copac ’az a fa’         | acea tufă ’az a bokor’          | acei studenți ’azok a diákok’    | acele probleme ’azok a problémák’ |
| Távolra mutató | főnév után  | locul acela ’az a hely’      | școala aceea ’az az iskola’     | elevii aceia ’azok a tanulók’    | grijile acelea ’azok a gondok’    |
| Távolra mutató | főnév után  | tipul ăla ’az a pasas’       | ușa aia ’az az ajtó’            | pomii ăia ’azok a gyümölcsfák’   | ferestrele alea ’azok az ablakok’ |

Ezeknek a névmásoknak van birtokos/részes esetű alakjuk is :
- acestui, acestei, acestor;
- acestuia, acesteia, acestora;
- ăstuia, ăsteia, ăstora;
- acelui, acelei, acelor;
- aceluia, aceleia, acelora;
- ăluia, ăleia, ălora.

Nincs jelentési különbség a mutató determináns + főnév és főnév + mutató determináns szerkezetek között. Az 1., a 2., a 4. és az 5. sorban található mutató determinánsok helye nyelvi regiszter kérdése. A főnév utáni alakok (acesta stb.) szokásos regiszteriek és gyakoribbak, ellenben a főnév előtti alakok (acest stb.) kevésbé gyakoriak és választékosak. A 3. és a 6. sorbeli alakok fesztelen regiszteriek, és mindig a főnév mögött állnak.
Megjegyzendő, hogy a főnév előtt álló mutató névmás magában teszi határozottá a főnevet, de a mögötte álló csak a főnévhez illesztett határozott artikulussal együtt használható.
A fenti szavak közül csak a főnév után állók lehetnek névmások, azaz főnév nélkül használhatók: Studentul acesta este american (determináns) ’Ez a diák amerikai’ – Acesta este american ’Ez amerikai’.
A távolra mutató névmásoknak vannak rövidebb alakjaik is, melyek a főnév elé helyezendő determinánsokból erednek: cel, cea, cei, cele. Ezek akkor használhatók a teljes távolra mutató névmások helyett, amikor jelzőjük van: Acela de lângă Andrei este fratele meu – Cel de lângă Andrei este fratele meu ’Az Andrei melletti a fivérem’. Egyébként ezeket az alakokat mutató névelőkként is használják (lásd fentebb A mutató névelő).
Az aceasta / asta, aceea / aia névmásokat úgy is lehet használni, hogy nem utalnak nemre, bár nőnemű alakúak. Általában nem tárgyra utalnak, hanem például cselekvésre: Aceasta nu este recomandabil ’Ez nem ajánlatos’, Asta-i frumos din partea ta ’Ez szép tőled’. A melléknevet nem egyeztetik velük. Tárgyra is vonatkozhatnak, ha ennek neme érdektelen vagy nem ismert. Akármilyen tárgyra rámutatva meg lehet kérdezni: Ce-i asta? ’Mi ez?’

#### Más mutató determinánsok/névmások
| Jellege         | Egyes szám                          | Egyes szám                                  | Többes szám                                 | Többes szám                                |
| Jellege         | Hímnem, semlegesnem                 | Nőnem                                       | Hímnem                                      | Nőnem, semlegesnem                         |
| --------------- | ----------------------------------- | ------------------------------------------- | ------------------------------------------- | ------------------------------------------ |
| Azonosító       | același (drum) ’ugyanaz (az út)’    | aceeași (persoană) ’ugyanaz (a személy)’    | aceiași (profesori) ’ugyanazok (a tanárok)’ | aceleași (străzi) ’ugyanazok (az utcák)’   |
| Megkülönböztető | celălalt (element) ’a másik (elem)’ | cealaltă (autostradă) ’a másik (autópálya)’ | ceilalți (factori) ’a többi (tényező)’      | celelalte (camioane) ’a többi (teherautó)’ |

Birtokos/részes esetük :
- aceluiași, aceleiași, acelorași;
- celuilalt, celeilalte, celorlalți, celorlalte.

A fenti alakok mindegyike lehet determináns is, névmás is. Determinánsként az azonosító csak a főnév előtt állhat, de a megkülönböztető mögötte is: celălalt om vagy omul celălalt ’a másik ember’.
A román grammatikák még számon tartanak néhány változatlan alakú, határozószókból és egy határozószó értékű szókapcsolatból származó ún. minősítő mutató determinánst (adjective demonstrative de calificare) is. Mindezek jelentése ’ilyen/olyan’, és helyük mindig a jelzett főnév előtt van : o atare sarcină ’ilyen/olyan feladat’, o asemenea situație ’ilyen/olyan helyzet’, așa condiții ’ilyen/olyan feltételek’, astfel de explicații ’ilyen/olyan magyarázatok’.

### A kérdő névmások/determinánsok
Cine? csak névmás lehet, és csak személyre vonatkozhat. Ragozása:
| A. | Cine este acolo? ’Ki van ott?’                   |
| B. | Al cui este creionul acesta? ’Kié ez a ceruza?’  |
| R. | Cui i-ai dat florile? ’Kinek adtad a virágokat?’ |
| T. | Pe cine ai invivat? ’Kit hívtál meg?’            |

Ce névmásként csak élettelenre vonatkozik. Nem ragozzák: Ce ai cumpărat? ’Mit vettél/vásároltál?’ Determinánsként is használják (Cu ce rochie te îmbraci diseară? ’Milyen ruhát veszel fel ma este?’), valamint felkiáltásokban is: Ce interesant! ’Milyen érdekes!’
Care azonosítást kérő névmás. Élőre és élettelenre is vonatkozhat, és lehet determináns is. Ragozása:
|             |    |     | Determináns                                                                                       | Névmás                                                       |
| ----------- | -- | --- | ------------------------------------------------------------------------------------------------- | ------------------------------------------------------------ |
| Egyes szám  | A. | A.  | Care coleg(ă) vine? ’Melyik kolléga(nő) jön el?’                                                  | Care vine? ’Melyik jön el?’                                  |
| Egyes szám  | B. | hn. | Al cărui coleg e telefonul? ’Melyik kollégáé a telefon?’                                          | Al căruia e telefonul? ’Melyiké a telefon?’                  |
| Egyes szám  | B. | nn. | A cărei colege e mașina? ’Melyik kolléganőé a kocsi?’                                             | A căreia e mașina? ’Melyiké a kocsi?’                        |
| Egyes szám  | R. | hn. | Cărui coleg îi convine asta? ’Melyik kollégának felel ez meg?’                                    | Căruia îi convine asta? ’Melyiknek felel ez meg?’            |
| Egyes szám  | R. | nn. | Cărei colege îi convine asta? ’Melyik kolléganőnek felel ez meg?’                                 | Căreia îi convine asta? ’Melyiknek felel ez meg?’            |
| Egyes szám  | T. | T.  | Cu care coleg(ă) îți place să lucrezi? ’Melyik kollégával/kolléganővel szeretsz dolgozni?’        | Cu care îți place să lucrezi? ’Melyikkel szeretsz dolgozni?’ |
| Többes szám | A. | A.  | Care colegi/colege vin? ’Melyik kollégák/kolléganők jönnek el?’                                   | Care vin? ’Melyek jönnek el?’                                |
| Többes szám | B. | B.  | Al căror colegi/colege e biroul ăsta? ’Melyik kollégáké/kolléganőké ez az iroda?’                 | Al cărora e biroul ăsta? ’Melyeké ez az iroda?’              |
| Többes szám | R. | R.  | Căror colegi/colege le convine asta? ’Melyik kollégáknak/kolléganőknek felel ez meg?’             | Cărora le convine asta? ’Melyeknek felel ez meg?’            |
| Többes szám | T. | T.  | Cu care colegi/colege îți place să lucrezi? ’Melyik kollégákkal/kolléganőkkel szeretsz dolgozni?’ | Cu care îți place să lucrezi? ’Melyekkel szeretsz dolgozni?’ |

Cât, câtă, câți, câte mennyiségre vonatkozó kérdő névmás/determináns: Melléknév: Câte kilograme ai cumpărat? ’Hány kilót vettél?’ Névmás: Cât costă asta? ’Mennyibe kerül ez?’ Többes számban van B./R. alakja is: Lucrările câtor studenți sunt deja corectate? ’Hány diák dolgozata van már kijavítva?’, Nu mai știu câtora le-am spus să vină mâine mai devreme ’Már nem tudom hánynak mondtam, hogy jöjjön korábban holnap’.

### A vonatkozó névmások/determinánsok
A kérdő névmásoknak/determinánsoknak lehet vonatkozó funkciójuk is. Ekkor jelzői mellékmondatot vezetnek be úgy, hogy a főmondatban található egyik elemre utalnak, és ugyanakkor mondattani funkciójuk van a mellékmondatban.

#### Acarevonatkozó névmás/determináns
Ez a vonatkozó névmás akármilyenféle főnévre vonatkozhat, amely a főmondatban található. Ezért a magyar ’aki’, ’amely(ik)’ és ’ami’ névmásoknak felel meg. Ragozása azonos a care kérdő névmáséval, de determinánsként ritkán használják.
Példák:
băiatul care stă lângă mine ’az a fiú, aki mellettem áll’;
cartea pe care am primit-o ’az a könyv, amelyet megkaptam’;
fata căreia i-am dat cartea ’az a lány, akinek a könyvet adtam’;
Tânărul al cărui băiețel joacă în film este fratele meu ’Az a fiatalember, akinek a kisfia a filmben játszik, a fivérem’.

#### Más vonatkozó névmások/determinánsok
Cine ’aki’ csak személyre utal és kizárólag névmás. Birtokos/részes esete cui. Példák: Cine sapă groapa altuia, cade singur în ea ’Aki másnak vermet ás, maga esik bele’, Am dat-o cui am vrut ’Annak adtam, akinek akartam’.
Ce ’ami’ változatlan, és névmásként vagy determinánsként használható. Mindig élettelenre utal: Nu tot ce zboară se mănâncă ’Nem minden arany, ami fénylik’ (szó szerint ’Nem minden, ami repül, ehető is’). Helyettesítheti a care névmást (anii care / ce trec ’a múló évek’ szó szerint ’az évek, amelyek múlnak’) vagy determinánst: Mă duc la care / ce film vreau ’Azt a filmet megyek megnézni, amelyiket akarom’.
Cât, câtă, câți, câte ’ahány, amennyi’ gyakran használatos az őt követő főnév determinánsaként (Mă duc la câte filme vreau ’Annyi filmet megyek megnézni, ahányat akarok’), de névmásként is: Dă-i atâta cât va cere ’Adj neki annyit, amennyit kérni fog’.
Cel ce ’aki, amely’, ceea ce ’ami’, cei ce ’akik, amelyek’, cele ce ’akik, amelyek’ összetett vonatkozó névmás. Közülük az egyes szám nőnemű alak, ceea ce, gyakoribb. Olyan dologra utal, amelynek neme nem ismert vagy nem számít, illetve történésre: Am văzut și eu ceea ce văzuseră toți înaintea mea ’Én is láttam azt, amit mindenki látott előttem’.
A magyar határozószói vonatkozó névmásoknak (’ahol’, ’ahova’, ’ahonnan’, ’amerre’, ’ameddig’, ’amióta’, ’amiért’ stb.), a román grammatikákban vonatkozó határozószók felelnek meg.

### Határozatlan determinánsok/névmások
Egyes szavak lehetnek határozatlan determinánsok és névmások, mások csak névmások, egy szó pedig csak determináns lehet. Továbbá, egyeseknek van birtokos/részes esetű alakjuk egyes számban és többes számban is, másoknak csak többes számban, megint mások pedig nem ragozhatóak. A legtöbb névmás B./R. esete abban különbözik a determinánsokétól, hogy az -a végződést kapja.
Determinánsok és névmások:
| Determináns | Névmás |
| --- | --- |
| alt, altă, alți, alte (B./R. altui, altei, altor) ’más’: Dă-mi alt pix ’Adj más golyóstollat’ | altul ’(egy) másik’ hn., alta ’(egy) másik’ nn., alții ’mások’ hn., altele ’mások’ nn. (B./R. altuia, alteia, altora): Dă-mi altul ’Adj egy másikat’ |
| atât, atâta, atâți(a), atâtea (B./R. t. sz. atâtor) ’ennyi, annyi’: Atâția colegi au participat ’Ennyi kolléga vett részt’ | atât, atâta, atâți(a), atâtea (B./R. t. sz. atâtor) ’ennyi, annyi’: Atâția au participat ’Ennyi vett részt’ |
| câtva ’valamennyi’ hn., câtăva ’valamennyi’ nn., câțiva ’néhány’ hn., câteva ’néhány’ nn. (B./R. t. sz. câtorva): E nevoie de câtva timp ’Kell valamennyi idő’; Sunt câteva probleme ’Van néhány gond’                                                         | câțiva, câteva (B./R. t. sz. câtorva) ’néhány’: Sunt câteva ’Van néhány’ |
| ceva ’valamennyi’: Mai sunt ceva bani ’Még van valamennyi pénz’ | ceva ’valami’: Este ceva aici ’Van itt valami’ |
| cutare (B./R. cutărui, cutărei, cutăror) ’ez és ez’: Se știe că se folosește cutare formă ’Tudvalevő, hogy ez és ez az alak használatos’ | cutare (B./R. cutăruia, cutăreia, cutărora) ’ez és ez’, ’az és az’: Vorbește cu cutare sau cutare! ’Beszélj ezzel és ezzel vagy azzal és azzal!’ |
| fiecare (B./R. hn. fiecărui, nn. fiecărei) ’minden, mindegyik’: Fiecare om își are sarcina sa ’Mindegyik embernek megvan a maga feladata’ | fiecare (B./R. hn. fiecăruia, nn. fiecăreia) ’mindegyik’: Fiecare își are sarcina sa ’Mindegyiknek megvan a maga feladata’ |
| oricare (B./R. hn. oricărui, nn. oricărei, t. sz. oricăror) ’akármelyik, bármelyik’: Oricare răspuns e bun ’Akármelyik válasz jó’ | oricare (B./R. hn. oricăruia, nn. oricăreia, t. sz. oricărora) ’akármelyik, bármelyik’: Oricare e bun ’Akármelyik jó’ |
| oricât, oricâtă, oricâți, oricâte (B./R. t. sz. oricâtor) ’akármennyi, bármennyi’: Ia oricâte prăjituri vrei ’Vegyél bármennyi süteményt akarsz’ | oricât, oricâtă, oricâți, oricâte (B./R. t. sz. oricâtora) ’akármennyi, bármennyi’: Ia oricâte vrei ’Vegyél bármennyit akarsz’ |
| orice ’akármilyen, bármilyen’: Orice întrebare ai avea, el îți răspunde ’Akármilyen kérdésed lenne, ő válaszol neked’ | orice ’akármi, bármi’: Orice fac, el nu e mulțumit ’Akármit teszek, ő nincs megelégedve’ |
| tot ’az egész’ hn., toată ’az egész’ nn., toți ’az összes, minden, valamennyi’ hn., toate ’az összes, minden, valamennyi’ nn. (B./R. t. sz. tuturor): Toată clasa participă ’Az egész osztály részt vesz’; Toate clasele participă ’Minden osztály részt vesz’ | tot(ul) ’az egész, minden’ hn., toată ’az egész’ nn., toți ’az összes, mind, mindenki, valamennyien’ hn., toate ’az összes, mind, mindenki, valamennyien’ nn. (B./R. t. sz. tuturor): Am făcut tot ’Mindent megcsináltam; Totul a rămas acolo ’Az egész/Minden ottmaradt’; Toți au venit ’Mind eljöttek / Mindenki eljött’ |
| un ’(az) egyik’ hn., o ’(az) egyik’ nn. (B./R. unui, unei), unii, unele (B./R. unor) ’egyes’: O carte e publicată, cealaltă nu ’Az egyik könyv ki van adva, a másik nem’; Nu vorbesc cu unele persoane ’Nem beszélek egyes személyekkel’                       | unul ’(az) egyik’ hn., una ’(az) egyik’ nn. (B./R. unuia, uneia); unii ’egyesek’ hn., unele ’egyesek’ nn. (B./R. unora): Unul vorbește, altul tace ’Az egyik beszél, a másik hallgat’; Unii nu vor să facă nimic ’Egyesek semmit sem akarnak tenni’                                                                        |
| vreun, vreo (B./R. vreunui, vreunei, t. sz. vreunor) ’valami, valamelyik’: Avem vreun răspuns? ’Van (valami) válaszunk?’ Te-ai întâlnit cu vreo colegă? ’Találkoztál valamelyik kolléganővel?’                                                                 | vreunul ’valamelyik’ hn., vreuna ’valamelyik’ nn., vreunii ’valamelyek’ hn., vreunele ’valamelyek’ nn. (B./R. vreunui, vreunei, vreunora): Te-ai întâlnit cu vreuna? ’Találkoztál valamelyikkel?’ |

Csak névmások:
- altceva ’másvalami, valami más’: La început mi-ai spus altceva! ’Eleinte valami mást mondtál!’;
- altcineva (B./R. altcuiva) ’másvalaki, valaki más’: Altcineva are dicționar ’Másvalakinek van szótára’;
- careva (B./R. hn. căruiva, nn. căreiva, t. sz. cărorva) ’valamelyik’: Vrea careva dintre voi să vină? ’Akar-e jönni valamelyikötök?’;
- cineva (B./R. cuiva) ’valaki’: E cineva ciudat la ușă! ’Egy furcsa valaki van az ajtó előtt!’;
- oricine (B./R. oricui) ’akárki, bárki’: Invită pe oricine! ’Hívj meg akárkit!’

Csak melléknév a változatlan alakú oarecare ’valamelyes, némi, bizonyos, akármilyen’: Trebuie să manifestăm o oarecare toleranță ’Valamelyes türelmet kell nyilvánítanunk’; A vorbit după oarecare timp de gândire ’Némi gondolkodási idő után szólt’; Activitatea aceasta pretinde oarecare competență ’Ez a tevékenység bizonyos hozzáértést igényel’; Acesta nu e un oraș oarecare ’Ez nem akármilyen város’.

### Tagadó névmások/determinánsok
Névmások:
- nimeni (B./R. nimănui) ’senki’: Nu văd pe nimeni aici ’Senkit sem látok itt’;
- nimic ’semmi’: Nu cumpăr nimic ’Semmit sem vásárolok’;
- niciunul (B./R. niciunuia), niciuna (B./R. niciuneia), niciunii, niciunele (B./R. niciunora) ’egyik sem’: Niciunul dintre ei n-a acceptat ’Egyikük sem egyezett bele’.[41]

Determináns: niciun (B./R. niciunui), nicio (B./R. niciunei) ’egy(etlen) … sem’: Nu are nicio pretenție ’Nincs egyetlen követelése sem’.